# Niederlausitzer Fußballmeisterschaft 1904/05
Die Niederlausitzer Fußballmeisterschaft 1904/05 war die zweite vom Verband Niederlausitzer Ballspiel-Vereine (VNBV) ausgetragene Niederlausitzer Fußballmeisterschaft. Nachdem der Verband am 14. Januar 1904 wiedergegründet worden war, fanden von März 1904 bis Mai 1904 Qualifikationsspiele statt, um die Vereine für die darauffolgende Saison 1904/05 nach ihrer Spielstärke einteilen zu können. Die Spielzeit 1904/05 wurde in drei Klassen ausgetragen. In der 1. Klasse spielten sechs, und in der zweiten Klasse fünf erste Mannschaften im Rundenturnier. Die dritte Klasse bestand aus den sechs Reservemannschaften der 1. Klasse. Neben den Clubs aus Cottbus und Sandow beteiligten sich jetzt auch Vereine aus Forst. Die Saison begann am 25. September 1904 und lief bis zum 26. März 1905. Niederlausitzer Fußballmeister wurde zum zweiten Mal der SC Alemannia Cottbus und qualifizierte sich somit für die deutsche Fußballmeisterschaft 1904/05. Bei dieser traf Cottbus in der 1. Ausscheidungsrunde auf den Sieger des Verbandes Breslauer Ballspiel-Vereine, SC Schlesien Breslau, und verlor dieses in Dresden ausgetragene Spiel mit 1:5.

## Qualifikation
Der VNBV rief Qualifikationsspiele ins Leben, um die Klasseneinteilung zur Saison 1904/05 zu ermitteln. Nicht alle Ergebnisse sind überliefert.
Qualifikationsspiele zur 1. Klasse:
Die Sieger dieser Spiele waren für die 1. Klasse qualifiziert, die Verlierer spielten gegen die Sieger der Qualifikation zur 2. Klasse.
| Datum         |                        | Ergebnis |                          | Ort     |
| ------------- | ---------------------- | -------- | ------------------------ | ------- |
| 27. März 1904 | SC Alemannia Cottbus   | 5:2      | SC Vorwärts Forst        | Cottbus |
| 27. März 1904 | FC Viktoria Forst      | 2:4      | FV Brandenburg Cottbus   | Forst   |
| 27. März 1904 | TuFC Britannia Cottbus | a3:1 a   | SC Victoria 1897 Cottbus | Cottbus |

Qualifikationsspiele zur 2. Klasse:
Die Sieger dieser Runde spielten gegen die Verlierer der Qualifikation zur 1. Klasse, die Verlierer spielten in der 2. Klasse.
| Datum         |                       | Ergebnis |                      | Ort   |
| ------------- | --------------------- | -------- | -------------------- | ----- |
| 27. März 1904 | FC Amicitia Forst     | 5:1      | SC Preußen Forst b   | Forst |
| 27. März 1904 | FC Askania Forst      | 3:1      | SC Vorwärts Forst    | Forst |
| 27. März 1904 | FC Hohenzollern Forst | 0:0      | FC Deutschland Forst | Forst |

2. Qualifikationsrunde zur 1. Klasse
Die Ergebnisse der weiteren Qualifikationsspiele sind laut Quellen nur teilweise überliefert, die Sieger sind fett markiert und qualifizierten sich für die 1. Klasse, die Verlierer spielten in der 2. Klasse.
| Datum        |                   | Ergebnis |                          | Ort   |
| ------------ | ----------------- | -------- | ------------------------ | ----- |
| 20. Mai 1904 | FC Amicitia Forst | 2:5      | SC Victoria 1897 Cottbus | Forst |
| 20. Mai 1904 | SC Vorwärts Forst | N/A      | FC Hohenzollern Forst    | Forst |
| 20. Mai 1904 | FC Viktoria Forst | N/A      | FC Askania Forst         | Forst |

## 1. Klasse

### Kreuztabelle
Die Kreuztabelle stellt die Ergebnisse aller Spiele der 1. Klasse Niederlausitz dieser Saison dar. Die Heimmannschaft ist in der linken Spalte, die Gastmannschaft in der oberen Zeile aufgelistet. Ein Plus signalisiert, dass das Spiel trotz abweichendem Ergebnis als Sieg für die betroffene Mannschaft gewertet wurde.
| 1904/05                  | SC Alemannia Cottbus | SC Viktoria Cottbus | FV Brandenburg Cottbus | TuFC Britanna Cottbus | SC Vorwärts Forst | FC Viktoria Forst |
| ------------------------ | -------------------- | ------------------- | ---------------------- | --------------------- | ----------------- | ----------------- |
| SC Alemannia Cottbus     |                      | 0:4                 | 1:2                    | 4:2                   | 3:3               | +1:1 c            |
| SC Victoria 1897 Cottbus | 1:3                  |                     | 3:0 d                  | 2:0                   | 4:1               | +0:0 e            |
| FV Brandenburg Cottbus   | 1:3                  | 2:3                 |                        | 2:1                   | 5:2               | +2:2 f            |
| TuFC Britannia Cottbus   | 1:6                  | 9:0                 | 0:2                    |                       | +0:0 g            | 1:0               |
| SC Vorwärts Forst        | 3:3+ h               | 1:1                 | 0:1                    | +0:0 i                |                   | 1:4 j             |
| FC Viktoria Forst        | 1:2                  | 0:3                 | 3:0                    | 3:0                   | 0:2               |                   |

### Abschlusstabelle
| Pl. | Verein                   | Sp. | S | U | N | Tore    | Quote | Punkte |
| --- | ------------------------ | --- | - | - | - | ------- | ----- | ------ |
| 1.  | SC Alemannia Cottbus     | 10  | 7 | 1 | 2 | 022:150 | 1,47  | 15:50  |
| 2.  | SC Victoria 1897 Cottbus | 10  | 6 | 1 | 3 | 018:160 | 1,13  | 13:70  |
| 3.  | FV Brandenburg Cottbus   | 10  | 6 | 0 | 4 | 015:130 | 1,15  | 12:80  |
| 4.  | TuFC Britannia Cottbus   | 10  | 3 | 0 | 7 | 014:190 | 0,74  | 06:14  |
| 5.  | SC Vorwärts 02 Forst     | 10  | 2 | 2 | 6 | 009:140 | 0,64  | 06:14  |
| 6.  | FC Viktoria Forst        | 10  | 2 | 0 | 8 | 007:800 | 0,88  | 04:16  |

## 2. Klasse

### Kreuztabelle
Die Kreuztabelle stellt die Ergebnisse aller Spiele der 2. Klasse Niederlausitz dieser Saison dar. Die Heimmannschaft ist in der linken Spalte, die Gastmannschaft in der oberen Zeile aufgelistet. Ein Plus signalisiert, dass das Spiel trotz abweichendem Ergebnis als Sieg für die betroffene Mannschaft gewertet wurde.
| 1904/05               | FC Amicitia Forst | FC Hohenzollern Forst | FC Deutschland Forst | FC Askania Forst | SC Preußen Forst |
| --------------------- | ----------------- | --------------------- | -------------------- | ---------------- | ---------------- |
| FC Amicitia Forst     |                   | 5:3                   | 4:4+ k               | 2:0 l            | -:-              |
| FC Hohenzollern Forst | 1:0               |                       | 3:0                  | +0:7 m           | -:-              |
| FC Deutschland Forst  | 3:4               | 4:1                   |                      | +0:1 n           | -:-              |
| FC Askania Forst      | 0:3               | 1:1 o                 | 1:0                  |                  | -:-              |
| SC Preußen Forst      | -:-               | -:-                   | -:-                  | -:-              |                  |

### Abschlusstabelle
| Pl. | Verein                     | Sp. | S | U | N | Tore    | Quote | Punkte |
| --- | -------------------------- | --- | - | - | - | ------- | ----- | ------ |
| 1.  | FC Amicitia Forst          | 6   | 4 | 0 | 2 | 018:110 | 1,64  | 08:40  |
| 2.  | FC Hohenzollern 1901 Forst | 6   | 3 | 1 | 2 | 009:170 | 0,53  | 07:50  |
| 3.  | FC Deutschland 1901 Forst  | 6   | 3 | 0 | 3 | 011:140 | 0,79  | 06:60  |
| 4.  | FC Askania Forst           | 6   | 1 | 1 | 4 | 010:600 | 1,67  | 03:90  |
| 5.  | SC Preußen Forst p         | 0   | 0 | 0 | 0 | 000:000 | 1,00  | 0:0    |